# Wrotkarstwo na Igrzyskach Azjatyckich 2018
Wrotkarstwo na Igrzyskach Azjatyckich 2018 – jedna z dyscyplin rozgrywana podczas igrzysk azjatyckich w Dżakarcie i Palembangu. Zawody odbyły się w dniu 31 sierpnia w Jakabaring Sport City w Palembangu. Do rywalizacji w dwóch konkurencjach przystąpiło 38 zawodników z 10 państw.

## Uczestnicy
W zawodach wzięło udział 38 zawodników z 10 państw.
| Reprezentacja    | Liczba zawodników |
| ---------------- | ----------------- |
| Chiny            | 4                 |
| Chińskie Tajpej  | 4                 |
| Hongkong         | 2                 |
| Indie            | 4                 |
| Indonezja        | 4                 |
| Korea Południowa | 4                 |
| Malezja          | 1                 |
| Mongolia         | 3                 |
| Sri Lanka        | 4                 |
| Tajlandia        | 4                 |
| 10 reprezentacji | 38                |

## Medaliści
| Konkurencja     | Złoto          | Srebro        | Brąz           |           |
| Mężczyźni       | Mężczyźni      | Mężczyźni     | Mężczyźni      | Mężczyźni |
| --------------- | -------------- | ------------- | -------------- | --------- |
| Wyścig na 20 km | Chao Tsu-cheng | Choi Gwang-ho | Son Geun-seong | [ 3 ]     |
| Kobiety         |                |               |                |           |
| Wyścig na 20 km | Li Meng-chu    | Guo Dan       | Yang Ho-chen   | [ 4 ]     |

## Tabela medalowa
| Pozycja | Reprezentacja    | Złoto | Srebro | Brąz | Razem |
| ------- | ---------------- | ----- | ------ | ---- | ----- |
| 1.      | Chińskie Tajpej  | 2     | 0      | 1    | 3     |
| 2.      | Korea Południowa | 0     | 1      | 1    | 2     |
| 3.      | Chiny            | 0     | 1      | 0    | 1     |
| Razem   | Razem            | 2     | 2      | 2    | 6     |